# Gennady Komnatov
Gennady Viktorovich Komnatov (em russo:  Геннадий Викторович Комнатов; 18 de setembro de 1949 — 1 de abril de 1979) foi um ciclista soviético. Faleceu em um acidente de carro.

## Carreira olímpica
Competiu pela União Soviética nos Jogos Olímpicos de Munique 1972 e conquistou a medalha de ouro na prova de contrarrelógio (100 km).